# Universidad de Macedonia Occidental

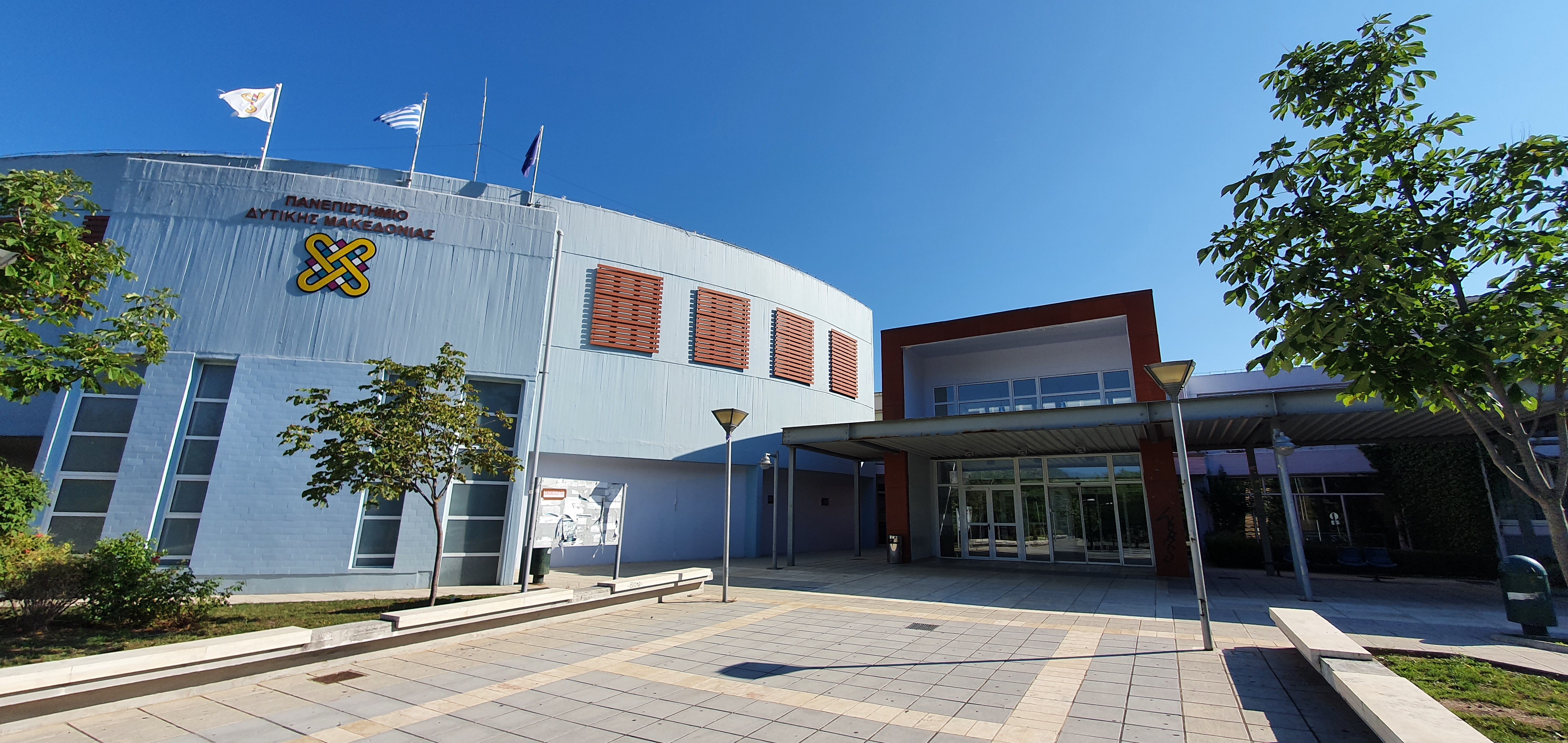
Universidad de Macedonia Occidental

La Universidad de Macedonia Occidental (en griego: Πανεπιστήμιο Δυτικής Μακεδονίας) se fundó en 2002 en Kozani. Está formada por 3 facultades y 6 departamentos distribuidos sobre 2 ciudades. 
Facultad de ciencias educativas (en Florina): 
- Departamento de educación elemental
- Departamento de enseñanza del parvulario

Facultad de la tecnología (en Kozani): 
- Departamento de la construcción mecánica
- Departamento de tecnología informática y de telecomunicaciones

Departamentos independientes (en Florina): 
- Departamento de estudio Balcánico
- Departamento de las artes aplicadas y visuales

## Vínculo exterior
- Su sitio Internet (solo en Griego y Inglés)

- Datos: Q2665063
- Multimedia: University of Western Macedonia / Q2665063